# Hans Loewald
Hans W. Loewald (Colmar, 19 gennaio 1906 – Hamden, 9 gennaio 1993) è stato uno psichiatra e psicoanalista tedesco naturalizzato statunitense.

## Biografia
Nacque a Colmar nel 1906, allora in territorio tedesco. Il padre era un medico ebreo specializzato in dermatologia e psichiatria, il quale morì pochi mesi dopo la sua nascita, mentre la madre era una pianista. Iniziò gli studi di medicina a Friburgo e Marburgo, dove seguì pure i corsi di filosofia tenuti da Martin Heidegger, il cui pensiero influenzerà il suo successivo lavoro psicoanalitico, per laurearsi a Berlino. Trasferitosi in Italia, si specializzò in neurologia e psichiatria nel 1934 presso l'Università di Roma, quindi iniziò a lavorare come psichiatra a Padova dove rimase fino al 1939, anno in cui si trasferì negli Stati Uniti.
Dapprima a Rhode Island, dove svolse servizio medico presso l'ospedale statale fino al 1945, poi presso il reparto di neuropsichiatria infantile della clinica universitaria dell'Università del Maryland, a Baltimora, fino al 1955, quando divenne professore associato di psichiatria all'Università di Yale, quindi professore ordinario nel 1972. 
A New Haven, praticò privatamente l'attività di psichiatra, approfondendo al contempo la psicoanalisi freudiana, quindi dopo la formazione analitica al Western New England Institute for Psychoanalysis (WNEIP) di New Haven (iniziata nel 1950), esercitò privatamente come psicoanalista fino agli anni '80. A  Yale, fu docente al Dipartimento di Psichiatria della Yale Medical School e al Yale Child Study Center fino al 1974, quindi la nomina a professore emerito.
Dal 1955 fino agli anni '80, fu trainer al Western New England Institute for Psychoanalysis (WNEIP) di New Haven, di cui fu poi anche presidente. Nel 1991 ricevette il Mary S. Sigourney Fund Award per i suoi notevoli contributi in psicoanalisi e, nel 1992, il Laughlin Award dall’American College of Psychoanalysis.
Ha dato importanti e innovativi contributi alla psicoanalisi clinica e teorica (nell'indirizzo freudiano).

## Opere principali
- La sublimazione. Ricerche di psicoanalisi teorica, Bollati Boringhieri, Torino, 1992.
- Riflessioni psicoanalitiche, Elsevier-Masson, Milano, 1999.
- Psychoanalysis and the History of the Individual. The Freud Lectures at Yale, Yale University Press, New Haven (CT), 1975.